# Distrikt Pilluana
Der Distrikt Pilluana liegt in der Provinz Picota in der Region San Martín in Nordzentral-Peru. Der Distrikt wurde am 31. Januar 1944 gegründet. Er besitzt eine Fläche von 68,4 km². Beim Zensus 2017 wurden 886 Einwohner gezählt. Im Jahr 1993 lag die Einwohnerzahl bei 1187, im Jahr 2007 bei 890. Sitz der Distriktverwaltung ist die 210 m hoch gelegene Ortschaft Pilluana mit 447 Einwohnern (Stand 2017). Pilluana befindet sich 16,5 km nordnordöstlich der Provinzhauptstadt Picota.

## Geographische Lage
Der Distrikt Pilluana liegt am rechten Flussufer des nach Norden strömenden Río Huallaga in den östlichen Voranden im Norden der Provinz Picota. Die Quebrada Mishquiyacu durchquert das Areal in westlicher Richtung und mündet nördlich von Pilluana in den Río Huallaga.
Der Distrikt Pilluana grenzt im Süden an den Distrikt Pucacaca, im Westen an den Distrikt Buenos Aires, im Norden an die Distrikte Alberto Leveau und Sauce (beide in der Provinz San Martín) sowie im Osten an den Distrikt Tres Unidos.

## Ortschaften
Im Distrikt gibt es neben dem Hauptort folgende größere Ortschaften:
- Mishquiyacu (400 Einwohner)